# 역개
역개(酈疥, ? ~ 기원전 133년)는 전한 초기 ~ 중기의 제후로, 고제의 모사 역이기의 아들이자 개국공신 역상의 조카이다. 개국공신 서열 66위로 고량후(高梁侯)에 봉해졌다.

## 생애
고제 12년(기원전 195년), 역이기의 공적을 추념하여 고량후에 봉해졌다.
원광 2년(기원전 133년)에 죽으니, 시호를 공(共)이라 하였고 작위는 아들 역발이 이었다.

## 출전
- 사마천, 《사기》 권18 고조공신후자연표

|  | 전한의 고량후 기원전 195년 ~ 기원전 133년 | 후임 아들 역발 |